# NGC 3421
NGC 3421 é uma galáxia espiral (Sa/P) localizada na direcção da constelação de Hydra. Possui uma declinação de -12° 26' 52" e uma ascensão recta de 10 horas, 50 minutos e 57,6 segundos.
A galáxia NGC 3421 foi descoberta em 1880 por -.